# Siebel Si 202
Il Siebel Si 202 "Hummel" era un monomotore da turismo biposto sviluppato dall'azienda tedesca Siebel Flugzeugwerke WG nei tardi anni trenta.

## Tecnica
Il Si 202 era un velivolo dall'aspetto convenzionale; monomotore, monoplano e carrello fisso.
La fusoliera era caratterizzata da una cabina di pilotaggio chiusa a 2 posti affiancati, dotata da ampie finestrature rettangolari, e che terminava posteriormente in un impennaggio classico monoderiva dotato di piani orizzontali a sbalzo e di un unico equilibratore. Inizialmente la deriva era di forma squadrata ma sostituita successivamente, nelle versioni più recenti, da una di dimensioni maggiorate e forme arrotondate atta a migliorarne le caratteristiche.
L'ala era posizionata bassa ed a sbalzo, caratterizzata nelle prime versioni da estremità alari squadrate sostituite successivamente da una forma più arrotondata e che equipaggiarono i modelli più recenti. Il carrello d'atterraggio era fisso, di semplice costruzione, collegato alla parte inferiore della fusoliera ed integrato posteriormente da un pattino d'appoggio.
La propulsione venne affidata ad una serie di motorizzazioni diverse, con architettura radiale o in linea, sempre di modeste dimensioni, raffreddati ad aria e, pur erogando la modesta potenza tra i 45 ed i 60 PS, adeguati alle caratteristiche del velivolo, tanto da consentirgli il raggiungimento di un primato di altitudine per la categoria.

## Utilizzatori

### Militari
Ungheria
- Magyar Királyi Honvéd Légierő

### Governativi
Germania
- Nationalsozialistisches Fliegerkorps (NSFK)

## Versioni
Si 202V1-V4
4 prototipi che daranno origine alla versione A, il V3 motorizzato con un Walter Mikron II.
Si 202V11-V13
3 prototipi che daranno origine alla versione B.
Si 202 A
dotato di motore radiale Salmson 9 AD da 45 PS (33 kW).
Si.202 B
dotato di motore 4 cilindri in linea Zundapp 9-092 da 50 PS (37 kW).
Si.202 C
dotato di motore 4 cilindri in linea raffreddato ad aria Hirth HM 515 da 60 PS (44 kW). Questa versione era caratterizzata da misure leggermente più elevate, dalle estremità alari arrotondate e da una deriva dalle dimensioni sensibilmente maggiorate ed arrotondata.